# Santé au Groenland
Le système de santé au Groenland est la responsabilité du gouvernement groenlandais et est gérée par l'Agence pour la santé et la prévention. Le Groenland a pris la responsabilité du système de santé du Danemark en 1992. Il y a un taux élevé de mortalité infantile et des taux élevés de décès dus à des causes non naturelles, en particulier des suicides et des accidents.

## Histoire
En 2006, les soins de santé ont coûté 938 millions de couronnes danoises, soit 2 219 € par habitant, presque entièrement financés par l'État. Les soins de santé représentent plus de 18 % des dépenses publiques. Environ 28 % sont consacrés à l'hôpital Queen Ingrid, tandis que 12 % du budget est dédié à des traitements spécialisés en dehors du Groenland (y compris des délinquants criminels graves dans des services psychiatriques spécialisés). 6 % du budget total sont consacrés au transport des patients souffrant de blessures ou de maladies aiguës. Chaque district a un petit hôpital et il y a des dispensaires dans chaque village. La plupart des interventions chirurgicales non urgentes sont effectuées à l'hôpital Queen Ingrid. Il est difficile de recruter du personnel clinique, en particulier pour les régions les plus reculées.
Il n'y a pas de services de santé privés, mais il y a des soins dentaires privés, de la physiothérapie, de la psychothérapie et des traitements pour l'alcoolisme et la toxicomanie à Nuuk.